# Limits (Pænda-sang)
"Limits" er sang af den østrigske sanger Pænda, som repræsenterede Østrig ved Eurovision Song Contest 2019 i Tel Aviv, Israel. Sangen er en ballade, med elementer fra elektrisk musik